# 焼そばバゴォーン
焼そばバゴォーン（焼そばBAGOOOON、やきそばバゴォーン）は、マルちゃんブランドを展開する東洋水産が東北地方（福島県・宮城県・山形県・秋田県・岩手県・青森県）及び信越地方（新潟県・長野県）で販売するカップ焼きそばである。
2020年（令和2年）2月3日にリニューアルを実施した「お好みソース味」（2024年〈令和6年〉1月販売終了）を除く全ての商品にわかめスープが添付されているのが大きな特徴で、2011年（平成23年）3月出荷分以前のパッケージには「三陸産わかめスープ付」と表記されていた。
2020年1月出荷分以降の製品より、各商品のパッケージに「東北・信越限定」と表記されている。

## 概要
「焼そばバゴォーン」は1979年（昭和54年）3月に販売開始。1981年（昭和56年）3月には中華スープが添付されるようになり、その3年後の1984年（昭和59年）3月には全面改良に伴い、前述したとおりわかめスープに変更され、現在の形となった。当初は全国展開で販売していたが、営業力が弱くブランドが定着しなかった地域から順に販売を終了し、結果的に営業力が強くブランドが定着した東北と信越のみの地域限定販売商品となった。バゴォーンが定着しなかった地域向けに代替商品として「昔ながらのソース焼そば」が開発され、1996年2月に販売開始、2022年2月発売分より中華スープが添付されるようになった。ただし、地域外でも東北・新潟・信州（長野）の各種フェアなどの催事等で定期・不定期で販売が行なわれていることも決して少なくない。
「やきそば弁当」シリーズ、および「昔ながらのソース焼そば」シリーズ、「焼そば名人」シリーズ同様、2010年（平成22年）2月以降の出荷分より、「焼そばバゴォーン」シリーズの全てがJASマーク認定商品となり、その後、2023年（令和5年）9月以降の出荷分より順次、オリジナルとなるソース味のみパッケージのシュリンク表面下部に「焼そばはマルちゃん」というメッセージタグが記載されるようになった。
商品名は、1979年発売当時にアメリカン・コミックスでピストルの発射音として使われていた擬音に由来する。

## 特徴
ソースの味は、「やきそば弁当」の方が若干こってりとしていて甘さを伴い、ソースの量がやや多く「バゴォーン」の約1.3倍がある。一方「バゴォーン」の方はソースの量が比較的少なめで少々薄口で若干塩辛い。「バゴォーン」シリーズはソース焼そばに限らず、後発の「バゴォーン 凄太」とその後継商品に当たる「焼そばバゴォーン 濃厚甘口」を除く「焼うどんバゴォーン」や「バゴォーン はま塩」（現・「バゴォーン 海鮮うま塩味」）、「バゴォーン ちょい辛」もソースの味がいずれも薄口気味である。「バゴォーン ちょい辛」を除く「バゴォーン」シリーズには、好みに応じて別途ふりかけるスパイスは添付されていない。やきそば弁当と異なり、期間限定商品以外の大盛サイズ、および超大盛サイズが存在しない。

## ラインアップ
※2025年（令和7年）5月時点。
現在の商品
シリーズ基本形となる「バゴォーン」のオリジナル版（ソース味）の味自体は、1984年3月以降の仕様からほぼ変わっていない。
- 焼そばバゴォーン（1979年3月発売） - レギュラーサイズで麺の質量は100グラム（調理前）。
- 焼そばバゴォーン ちょい辛【2代目】（2022年2月28日発売） - 2014年3月をもって販売終了以来、8年ぶりにシリーズ復活。後述する初代「ちょい辛」との相違点は後がけ用トッピングがオニオン風味のブラックペッパーに代わり、黒胡椒・唐辛子などをブレンドした特製ちょい辛ふりかけに変更されたほか、麺の質量が100グラムから90グラム（いずれも調理前）にシュリンクダウン（減量）された点が挙げられる。
- 焼そばバゴォーン 濃スパソース（2024年2月5日発売） - シリーズ初となる香り立ちがよいスパイス感のある粉末ソースとコクのある液体ソースから構成されるWソースが採用されており、実質的にはかつて同社から全国で発売されていた即席カップ焼そば「昔ながらのソース焼そば」の焼そばバゴォーン版にあたる商品となっている。麺の質量は90グラム（調理前）。
- 塩焼そばバゴォーン（2025年2月10日発売） - ポークとチキンをベースに、ガーリックと粗挽黒胡椒を利かせた塩味ソースの焼そば。麺の質量は90グラム（調理前）。

過去にあった商品
- 大（だい）焼そばバゴォーン（1991年 - 1994年） - レギュラーの大盛版だが短命に終わった。
- 焼きそばパキューン（1990年頃） - 少量化したミニサイズ版。
- ブタ焼きそばバゴォーン（1995年頃） - 北海道のみ未発売。発売開始から1年足らずで販売終了。
- 焼そばバゴォーン はま塩（2001年2月発売） - 塩味の焼そば。2013年7月8日より商品名を「焼そばバゴォーン 海鮮うま塩味」に改名し、先述の「焼そばバゴォーン えび塩味」と入れ替わる形で販売終了。
- 復刻版 焼そばバゴォーン 30周年記念品大盛（2009年4月27日発売） - 1979年発売当時の味をほぼ再現し、更に三陸産わかめスープが添付したが同年6月までの数量限定商品として全国で販売された。
- 焼うどんバゴォーン（2005年3月 - 2011年1月） - 「焼そばバゴォーン」の焼うどん版。「焼そばバゴォーン 凄太」と入れ替わる形で2011年1月をもって販売終了となった。
- 焼そばバゴォーン ちょい辛【初代】（2009年2月発売） - シリーズ発売30周年を記念して、オニオン風味のブラックペッパー（粗挽き黒胡椒）が添付された物。ソースの味はレギュラーと同一。後述する「焼そばバゴォーン チリトマト味」と入れ替わる形で2014年3月をもって販売終了となった。
- 焼そばバゴォーン 凄太（すごぶと）（2011年2月発売） - 「焼そばバゴォーン 濃厚甘口」と入れ替わる形で2013年1月をもって販売終了。焼きうどんを除く同シリーズ唯一の太めの麺が採用されていた。
- 焼そばバゴォーン チリトマト味（2014年2月発売）- 後述する「焼そばバゴォーン ナポリタン味」と入れ替わる形で販売終了。
- 焼そばバゴォーン ナポリタン味（2015年7月発売） - ソースはトマトをベースに、たまねぎやニンニクの旨みを合わせたナポリタン味ソース。先述の「焼そばバゴォーン 辛口」と入れ替わる形で販売終了。
- 焼そばバゴォーン 濃厚甘口（2013年2月発売） - 焼きうどんを除く同シリーズ唯一の濃口系ソースが採用されている。麺の質量は90グラム（調理前）。
- 焼そばバゴォーン えび塩味（2015年2月発売） - 「焼そばバゴォーン 海鮮うま塩味」の後継商品。麺の質量は90グラム（調理前）。
- 焼そばバゴォーン 辛口（2016年6月27日発売） - ウスターソース、中濃ソース、濃厚ソースの3種のソースをベースに、唐辛子風味のスパイスを合わせた辛口ソースが採用されている。麺の質量は90グラム（調理前）。
- 焼うどんバゴォーン　だし醤油味（2019年2月4日発売） - ソースはややあっさりとしただし醤油がベースとなる。麺の質量は90グラム（調理前）。
- 焼そばバゴォーン　四川風麻婆味（2019年8月5日発売） -  花椒と唐辛子が利いた四川風麻婆風味のカップ焼そば。麺の質量は90グラム（調理前）。後述の「焼そばバゴォーン　激辛味」と入れ替わる形で販売終了。
- 焼そばバゴォーン　激辛味（2020年2月3日発売） - 中農ソースとポークエキスと味噌をベースに唐辛子でアクセントをつけた激辛ソースを採用。麺の質量は90グラム（調理前）。販売不振のため2020年10月を以って販売終了。
- 大盛! 焼そばバゴォーン（2020年7月27日発売） - 現行商品のバゴォーンシリーズとしては後述する2009年に完全限定商品として全国で販売された「復刻版 焼そばバゴォーン 30周年記念品大盛」以来、11年ぶりの投入となる大盛サイズであり、2020年9月までの期間・数量限定商品として販売された。ソースの風味、および具材はシリーズ基本形となる「バゴォーン」のオリジナル版（ソース味）と同一であり、それと同様にわかめスープも添付された。麺の量をレギュラーサイズに対し1.3倍へ増量したほか、具材のキャベツと味付チキンダイスの量をレギュラーサイズに対し、それぞれ1.2倍へ増量している。麺の質量は130グラム（調理前）。
- 焼そばバゴォーン　スパイシーカレー味（2021年2月1日発売） - 期間限定商品。商品名の通り、スパイシーなインド風カレーの味をイメージしたカレー風味のソースを採用。麺の質量は90グラム（調理前）。
- 焼そばバゴォーン　塩バター風味（2019年6月10日発売） - じゃがバターの味をイメージした塩バター風味のソースを採用。麺の質量は90グラム（調理前）。
- 焼そばバゴォーン お好みソース味（2019年2月4日発売） - お好み焼きのソースをイメージした甘めで濃厚なソースが特徴。麺の質量は90グラム（調理前）。2020年2月3日に初のリニューアルが実施されトッピングとしてからしマヨネーズが新たに添付される代わりに製造コスト削減等の理由のため、具材から味付チキンダイスが割愛されたほか、（この商品に限り）わかめスープも割愛された。先述の「焼そばバゴォーン 濃スパソース味」と入れ替わる形で2024年2月を以って販売終了。
- 焼そばバゴォーン シーフード味（2023年2月6日発売） - 後述する「焼そばバゴォーン 塩バター風味」の後継商品。同社が発売する既存のカップ焼そば「俺の塩」シリーズと同様、細麺タイプの麺が採用されており、熱湯を注ぎ、1分で調理することが可能。麺の質量は90グラム（調理前）。先述の「塩焼そばバゴォーン」と入れ替わる形で2025年2月を以って販売終了。
- 焼そばバゴォーン ちょい辛シーフード（2024年2月5日発売） - 先述の「焼そばバゴォーン シーフード味」の辛口フレーバー版にあたる商品で、「焼そばバゴォーン シーフード味」や「俺の塩」シリーズと同様、細麺タイプの麺が採用されており、熱湯を注ぎ、1分で調理することが可能。麺の質量は90グラム（調理前）。先述の「塩焼そばバゴォーン」と入れ替わる形で2025年2月を以って販売終了。
- 焼そばバゴォーン コク旨辛ソース味（2025年3月17日発売） - 数量限定商品。既存の「焼そばバゴォーン（オリジナル）」のソース焼そばの風味を基本に仙台味噌を合わせ、更に唐辛子とマヨネーズの風味でアクセントを加えた旨辛系ソース味の焼そば。麺の質量は90グラム（調理前）。

## CM
2007年度を除き、同社の北海道限定商品である「やきそば弁当」と同じタレントが出演している。2007年度に限り「昔ながらのソース焼そば」シリーズと「バゴォーン」シリーズは眞鍋かをりを起用している。2008年度以降はタカアンドトシで、同社の「昔ながらのソース焼そば」、「焼そばバゴォーン」と共通の作りである。
全国展開されていた1980年代は小柳トム（後のブラザートム → ザートム船長）や明石家さんま、柳沢慎吾などが出演していた。